# أنشرفان شرف المعالي
أنشرفان شرف المعالي أمير للزياريين (حوالي 1030-1050). وكان ابنًا لمنچهر.
بعد وفاة والده، أصبح أنشرفان أميرًا على الزياريين. وقد أكد محمود الغزنوي صعوده، في مقابل وعد بأن يستمر الزياريين في دفع الجزية. ولكن في عام 1032، استولى قائد جيش أنشرفان وقريبه من أمه أبو كليجار بن فيحان على السلطةالفعلية. واعترف مسعود الغزنوي خلف والده محمود بهذا التغيير بعد أن تأكد من أن الجزية ستظل تُدفع، وفي عام 1033 تزوج إحدى بنات أبي كليجار. ومع ذلك، لم تُدفع الجزية الزيارية بانتظام، مما أدى إلى غزو الغزنويين في عام 1035. وسار جيش مسعود الغزنوي حتى رويان، مما أجبر أبو كليجار على الفرار. ولكن عندما غادر الغزنويون استعاد أبو كاليجار السيطرة على الدولة وعقد السلام مع مسعود الغزنوي، ووعد بدفع الجزية.
في وقت ما بعد عام 1040، تمكن أنشرفان من اعتقال أبي كاليجار واستأنف الحكم بمفرده. ولكن في عام 1041 أو 1042، غزا السلاجقة بقيادة طغرل بك جرجان. ونصَّب مردفيج بن بيشوي واليًا على المنطقة وهو قائد عسكري غزنوي سابق. وفي النهاية عقد مردفيج السلام مع أنشرفان ، مما دفع الأخير إلى قبول طغرل بك سلطانًا عليه. وظل الزياريون تابعين للسلاجقة حتى الربع الأخير من القرن الحادي عشر. وتوفي أنشرفان عام 1050، وخلفه ابن عمه قيقاووس.